# Paliseul
Paliseul (in vallone Palijhoû) è un comune belga di 5 055 abitanti, situato nella provincia vallona del Lussemburgo.